# Crosby, Stills & Nash (음반)
| 전문가 평가                   | 전문가 평가 |
| 평가 점수                     | 평가 점수   |
| 출처                          | 점수        |
| ----------------------------- | ----------- |
| AllMusic                      | [ 1 ]       |
| The Rolling Stone Album Guide | [ 2 ]       |
| The Village Voice             | B+          |
| Encyclopedia of Popular Music | [ 4 ]       |

《Crosby, Stills & Nash》는 1969년 애틀랜틱 레코드에서 발매된 크로스비, 스틸스 & 내시의 데뷔 스튜디오 음반이다. 이 곡은 1969년 8월 23일, 주 28위와 1969년 12월 6일, 주 빌보드 핫 100 싱글 차트에서 각각 21위로 정점을 찍은 〈Marrakesh Express〉와 〈Suite: Judy Blue Eyes〉 두 개의 톱 40 히트 싱글을 탄생시켰다. 이 음반 자체는 빌보드 200 차트에서 6위로 정점을 찍었다. 미국 음반 산업 협회로부터 4배 플래티넘 인증을 받아 400만 장 판매를 달성했다.

## 배경
그 음반은 그 밴드를 스타덤에 올려놓으며 매우 강력한 데뷔 음반이었다. 버즈의 《Sweetheart of the Rodeo》과 더 밴드의 《Music from Big Pink》과 함께, 그것은 블루스 기반의 록 음악을 시끄러운 기타로 연주하는 1960년대 후반의 지배적인 미학에서 벗어나 대중 음악에 큰 변화를 일으키는 데 도움을 주었다. 크로스비, 스틸스 & 내시는 단순히 복제품처럼 들리지 않고 포크, 블루스, 심지어 재즈까지 사용하여 록의 뿌리에 새로운 주름을 만들었다. 목소리만 섞은 것이 아니라, 세 사람은 그들의 다른 강점을 결합했다. 사회적 해설과 분위기 있는 곡들을 위한 데이비드 크로스비, 다양한 음악 기술을 위한 스티븐 스틸스, 복잡한 록 구조로 포크와 컨트리 요소를 미묘하게 접는 그의 라디오 친화적인 팝 멜로디를 위한 그레이엄 내시, 그리고 광범위한 매력의 혼합을 창조했다. 이 음반에는 〈Helplessly Hoping〉, 〈Long Time Gone〉, 〈Suite: Judy Blue Eyes〉 그리고 〈Wooden Ships〉 등이 수록되어 있으며 크로스비와 스틸스의 합작곡이며 제퍼슨 에어플레인의 폴 캔트너도 수록되어 있다.
스틸스가 음반의 녹음을 지배했다. 크로스비와 내시는 각각 자신들의 곡으로 기타를 연주했고 드러머 댈러스 테일러는 드러머 짐 고든을 제외한 대부분의 트랙에서 연주했다. 스틸스는 베이스, 오르간, 리드 기타는 물론 어쿠스틱 기타까지 모두 자신의 곡으로 연주했다. 스틸스는 "내가 그 중 한 명이 내 아기라고 해도 다른 사람들은 불쾌해 하지 않을 것이고, 나는 내 머릿속에 흔적을 가지고 있었다"고 말했다. 이러한 우위에도 불구하고 스틸스는 〈Guinnevere〉와 〈Lady of the Island〉 트랙에 참여하지 않으며, 크로스비와 내시 둘 다 1970년대 음반과 무대에서 우연히 파트너십을 맺게 된 전조일 뿐이다.
데이비드 크로스비는 적어도 자신의 노래로 리듬 기타를 연주해야 한다고 생각했기 때문에 〈Long Time Gone〉의 계획에 화가 났다. 스틸스는 그에게 잠시 집에 돌아가라고 설득했고 그가 돌아왔을 때 크로스비는 스틸스와 테일러가 녹음한 음악 트랙에 매료되었다. 더 최근의 인터뷰에서 크로스비는 트랙에서 기타를 연주했다고 말하면서 그의 이전 진술을 반박했다. 그는 1991년 박스 세트의 라이너 노트에서 그렇게 인정받았다.
이 그룹은 1969년 8월, 우드스톡 페스티벌에서 이 음반에 수록된 곡들을 공연했다. 1969년 말 톰 존스의 TV 쇼에 닐 영과 함께 출연하여 톰 존스와 보컬을 공유하는 〈Long Time Gone〉을 공연하였다.

## 커버 아트
커버에서 멤버들은 내시, 스틸스, 크로스비 등 음반 타이틀의 순서와 반대이다. 이 사진은 그들의 친구이자 사진작가 헨리 딜츠가 그룹의 이름을 생각해내기 전에 찍은 것이다. 그들은 낡고 낡은 소파가 있는 버려진 집을 발견했는데, 이 집은 자신들의 이미지에 딱 맞다고 생각하는 산타 팜 세차장 건너편 웨스트 할리우드 팜 애비뉴 815번지에 위치해 있다. 며칠 후 그들은 "크로스비, 스틸스 & 내시"라는 이름을 결정했다. 혼동을 막기 위해 하루 정도 늦게 집으로 돌아와 올바른 순서로 덮개를 다시 촬영했지만 막상 도착했을 때 집은 나무더미로 변해 있었다.
댈러스 테일러는 소매 뒤쪽에 있는 문의 창문을 통해 볼 수 있다. 그러나 증보판에서는 그는 결석했다. 오리지널 바이닐 LP는 대문폴드 (캘리포니아주 빅베어 촬영)의 석양을 배경으로 커다란 모피 파카를 입은 밴드 멤버들을 그린 게이트폴드 슬리브와 상징적인 커버 아트로 발매되었다. 안에 접힌 긴 페이지에는 음반 크레딧, 가사, 트랙 리스트, 준정신성 연필 그림이 표시돼 있었다.

## 곡 목록
| #  | 제목                      | 작사·작곡         | 리드 보컬              | 재생 시간 |
| -- | ------------------------- | ----------------- | ---------------------- | --------- |
| 1. | 〈Suite: Judy Blue Eyes〉 | 스티븐 스틸스     | 스틸스                 | 7:25      |
| 2. | 〈Marrakesh Express〉     | 그레이엄 내시     | 내시                   | 2:39      |
| 3. | 〈Guinnevere〉            | 데이비드 크로스비 | 크로스비, 내시         | 4:40      |
| 4. | 〈You Don't Have to Cry〉 | 스틸스            | 스틸스, 크로스비, 내시 | 2:45      |
| 5. | 〈Pre-Road Downs〉        | 내시              | 내시                   | 2:56      |

| #  | 제목                   | 작사·작곡                   | 리드 보컬              | 재생 시간 |
| -- | ---------------------- | --------------------------- | ---------------------- | --------- |
| 1. | 〈Wooden Ships〉       | 크로스비, 폴 캔트너, 스틸스 | 크로스비, 스틸스       | 5:29      |
| 2. | 〈Lady of the Island〉 | 내시                        | 내시                   | 2:39      |
| 3. | 〈Helplessly Hoping〉  | 스틸스                      | 스틸스, 크로스비, 내시 | 2:41      |
| 4. | 〈Long Time Gone〉     | 크로스비                    | 크로스비, 스틸스       | 4:17      |
| 5. | 〈49 Bye-Byes〉        | 스틸스                      | 스틸스                 | 5:16      |

## 인증
| 국가                                                  | 인증        | 판매량/출하량 |
| ----------------------------------------------------- | ----------- | ------------- |
| 오스트레일리아 (ARIA)                                 | Platinm     | 70,000^       |
| 프랑스 (SNEP)                                         | Gold        | 100,000*      |
| 미국 (RIAA)                                           | 4× Platinum | 4,000,000^    |
| 영국 (BPI)                                            | Gold        | 100,000^      |
| *판매량을 기반으로 한 인증 ^출하량을 기반으로 한 인증 |             |               |